# Савонлина
Савонлина (фин. Savonlinna, швед. Nyslott) је град у Финској, у источном делу државе. Савонлина припада округу Јужна Савонија, где град са окружењем чини истоимену општину Савонлина.

## Географија
Град Савонлина се налази у источном делу Финске. Од главног града државе, Хелсинкија, град је удаљен 330 км североисточно.
Рељеф: Савонлина се сместила у унутрашњости Скандинавије, у историјској области Савонија. Подручје града је равничарско до брежуљкасто, а надморска висина се креће око 90 м.
Клима у Савонлини је оштра континентална на прелазу ка субполарној клими. Стога су зиме оштре и дуге, а лета свежа.
Воде: Савонлина се развила на стратешки важном месту, где се сустичу језера Пихлајавеси и Хапавеси. Најстарији део града је на острвима, док се новији део налази на копну.

## Историја
Данашње насеље је основано 1639. године. Првобитно је то била тврђава за одбрану источних делова тадашње шведске Финске од оближње Русије. Коначно, 1743. године трвђава је прешла у руке Руса.
Град је до средине 19. века имао већи значај као седиште Савоније, али је развојем суседног Микелија изгубио на њему.
Последњих пар деценија град се брзо развио у савремено градско насеље и средиште источног дела државе.

## Становништво
Према процени из 2012. године у Савонлини је живело 23.135 становника, док је број становника општине био 36.584.
| 1980. | 1990.  | 2000.  | 2012.  |
| ----- | ------ | ------ | ------ |
| -     | 23.998 | 23.861 | 23.135 |

Етнички и језички састав: Савонлина је одувек била претежно насељена Финцима. Последњих деценија, са јачањем усељавања у Финску, становништво града је постало шароликије. По последњим подацима преовлађују Финци (97,7%), присутни су и у веома малом броју Швеђани (0,1%), док су остало усељеници. Од новијих усељеника посебно су бројни Руси.

## Галерија
- Градски музеј
- Градска кућа Савонлине
- Главна протестантска црква у граду
- Олавинлина, градска тврђава